# Бурковщина
Бурко́вщина (рос. Бурковщина) — присілок у складі Кічменгсько-Городецького району Вологодської області, Росія. Входить до складу Кічмензького сільського поселення.

## Населення
Населення — 5 осіб (2010; 11 у 2002).
Національний склад (станом на 2002 рік):
- росіяни — 100 %